# グリーンフラッシュ伝説
グリーンフラッシュ伝説（グリーンフラッシュでんせつ）は、カシアス島田が作詞し、高原兄が作曲を手掛けた2008年10月22日発売の『WE LOVE ヘキサゴン』に収録されているPaboの曲。「映画! たまごっち うちゅーいちハッピーな物語!?」の主題歌でもあり、2008年12月24日発売の『「映画! たまごっち うちゅーいちハッピーな物語!?」オリジナル・サウンド・トラック』にも収録されている。
なお、曲名にある「グリーンフラッシュ」とは、ハワイやグアムなどで「見た者は幸せになれる」と言い伝えられている自然現象の名前である。

## 概要
Paboの2枚目のシングルとして発売する予定で制作されたが、羞恥心の「羞恥心」が予想以上の大ヒットであったために発売するタイミングを失い、アルバム収録にされた曲。
「ヘキサゴンファミリーコンサート 『クイズ!ヘキサゴンII ヒットパレード』」でのMCによると夏をイメージした曲だったのだが、なかなか紳助が気に入らず7回やり直したため出来上がったのは9月頃だったらしい。また、『WE LOVE ヘキサゴン』のMCでは、18歳をイメージして歌ったとも語っている。ちなみに振り付けの練習は初披露の収録日の前日だったとのこと。

### エピソード
前作の「恋のヘキサゴン」に比べアイドルっぽさが増したため、Paboのメンバー木下優樹菜が歌うのが恥ずかしいとコメントしており歌を披露している最中も恥ずかしそうに歌い、踊っている。2008年10月8日放送分の『クイズ!ヘキサゴンII』で初披露、その後2008年10月22日で司会の島田紳助が木下に「俺は木下のグリーンフラッシュが見たいわー」とお願いしたところ「断る!」とタメ口で即答したが、2008年12月17日放送分で主題歌となった「映画! たまごっち うちゅーいちハッピーな物語!?」が公開間近となったため再びスタジオで披露した。紳助によると理由は地元に帰ると昔のヤンキー仲間から「ふざけんじゃねーぞ〜」と因縁を付けられ帰りづらくなったとのことである。

### 衣装
それぞれのイメージカラーに合わせたバラのチョーカーをあしらい、ノースリーブのドレスにサンダルというアイドルに近い衣装。
一発屋2008のコーラスの際は番組では陽は、また昇るの衣装だが、2008年10月4日の「ヘキサゴンファミリーコンサート」では次に歌うのがこの曲だったためこの衣装で参加した。